# Rho
Rho (viết hoa Ρ, viết thường ρ hoặc ϱ) là chữ cái thứ 17 trong bảng chữ cái Hy Lạp.
Trong Nhiêt động học còn được gọi là khối lượng riêng ( hay mật độ ) là đại lượng nghịch đảo của thể tích riêng được tính theo công thức
ρ = G / V [kg/m3 ], với G là khối lượng của mỗi chất tính theo kg
V là thể tích tính theo m3
Trong vật lí, ρ là kí hiệu của điện trở suất (Ωm)